# 王世勛 (臺灣)
王世勛（1951年1月15日—），中華民國（台灣）政治人物，早期著名的黨外運動人士，曾代表民主進步黨任職立法委員，政治立場鮮明，強調臺灣主體性、正名制憲。
王世勛筆名王鶴群，臺灣民主化前致力於黨外運動，在黨禁、報禁的背景下擔任《臺灣時報》記者、《首都早報》記者，後續投入選舉當選臺中市議員、臺灣省議員、立法委員。曾創辦《臺灣新文學雜誌》（1995－2000），擔任發行人，並設有王世勛小說新人獎。

## 著作
- 《森林》（草根出版公司，1996）
- 《六十七個笑聲》（印刻出版公司，2003）
- 《台灣海峽之文明衝突：國際角色變遷之歷史研究》（前衛出版社，2007）

## 外部連結
- 立法院 （页面存档备份，存于）
- 線上大國民 Mighty People Online - 立法委員資料 – 王世勛[永久]
- 王世勛 （页面存档备份，存于）（2007台灣作家作品目錄）

1. ↑  . 立法院.   [2020-01-31]. （原始内容存档于2020-01-31）.